# 140 Broadway
140 Broadway, früher Marine Midland Building und HSBC Bank Building, ist ein knapp 210 m hoher Wolkenkratzer in Lower Manhattan in New York City. Das Bürogebäude ist für die markante 8,5 m hohe rote Skulptur „Cube“ des japanisch-amerikanischen Bildhauers Isamu Noguchi bekannt, die auf dem Platz vor dem Gebäudeeingang am Broadway steht.

## Beschreibung

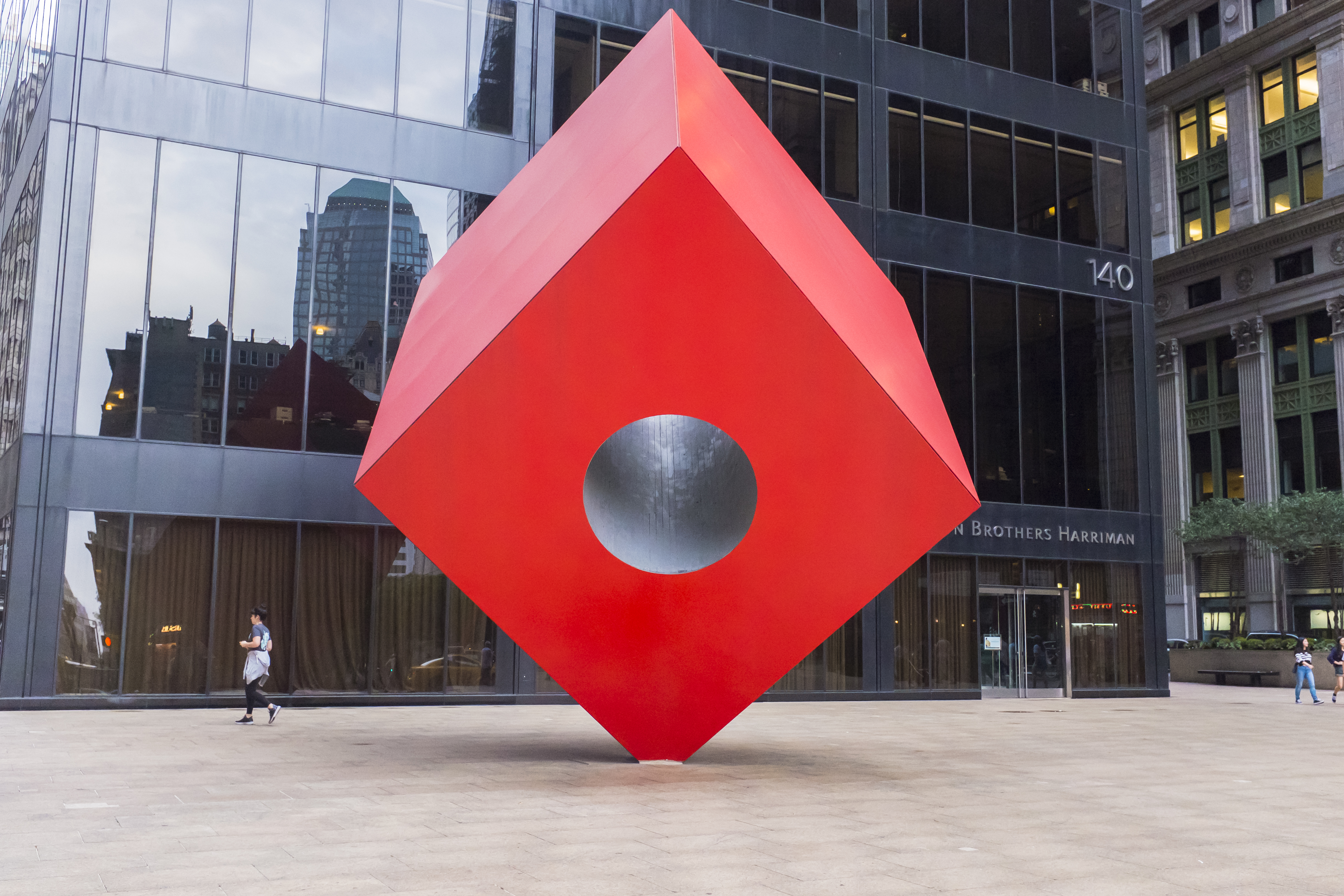
The Cube

140 Broadway befindet sich im Financial District von Manhattan auf einem Grundstück, das einen ganzen trapezförmigen Block einnimmt. Das Gebäude nimmt zwei Fünftel des Grundstücks ein und ist von einem weitläufigen öffentlichen Platz umgeben, der vom Broadway, der Liberty Street, der Nassau Street und der Cedar Street begrenzt ist. Am Broadway liegt gegenüber der Zuccotti Park. Benachbarte Gebäude sind unter anderem Liberty Tower, 28 Liberty Street und südwestlich das 50 Meter niedrigere Equitable Building. Das Bürohochhaus ist nur einen Block vom westlich gelegenen World Trade Center entfernt.
Der Wolkenkratzer wurde vom Architekten Gordon Bunshaft geplant. Bunshaft arbeitete seit 1946 bei Skidmore, Owings and Merrill (SOM) und war durch seine Arbeit am Lever House bekannt geworden. 140 Broadway hat 52 Geschosse und eine Höhe von 209,7 Meter (688 Fuß). Das leicht trapezförmige Gebäude, dessen schmale Seite zum Broadway zeigt, wurde mit einer Curtain-Wall-Fassade aus schwarz getönten Fensterscheiben und dunklen Stahlteilen errichtet. Der Wolkenkratzer besitzt wegen guter Energieeffizienz die LEEDv4.1 Gold-Zertifizierung.
Das Gebäude wurde von einem Konsortium unter Führung von Harry Helmsley erbaut und nach dem ersten Hauptmieter Marine Midland Bank benannt. Die Bank zog in die unteren 20 Geschosse des Gebäudes ein. Nachdem die HSBC 1980 die Aktienmehrheit und die Marine Midland Bank übernommen hatte, wurde der Name der Bank und des Gebäudes an den des neuen Eigentümers angeglichen. 1998 wurde das Gebäude an Silverstein Properties verkauft, die eine umfassende Renovierung durchführten. Nachdem die HSBC Bank in ein weiteres HSBC-Gebäude in Manhattan umzog, wurde 2002 etwa ein Drittel der 111.000 m² Bürofläche an die amerikanische Privatbank Brown Brothers Harriman & Co. vermietet, die seitdem hier ihren Hauptsitz hat. Eigentümer des Wolkenkratzers ist seit 2004 Union Investment, die Fondsgesellschaft der DZ Bank mit Hauptsitz in Frankfurt am Main.
Im Juni 2013 wurde das Gebäude von der Landmarks Preservation Commission unter Denkmalschutz gestellt. An der südwestlichen Ecke des Platzes steht ein Granitdenkmal für Harry Helmsley. Seit 1968 befindet sich vor dem Gebäude nah an der Ecke Broadway/Liberty Street die Skulptur „The Cube“ des Bildhauers Isamu Noguchi (1904–1988). Sie ist ein auf einer Ecke stehendes, 8,5 m hohes zinnoberrotes Rhomboeder mit einem zylindrischen Loch in der Mitte, der mit der dunklen Fassade des 140 Broadway kontrastiert.

## Bombenanschlag
Bei einem Bombenanschlag am 20. August 1969 wurden 20 Personen verletzt. Im achten Stockwerk des Gebäudes war eine Bombe in einem Flur nahe der Aufzüge platziert worden und gegen 22:30 Uhr zur Detonation gebracht. Der Täter wurde wegen des Anschlags und sieben weiterer Bombenanschläge in New York 1969 zu einer Freiheitsstrafe von 18 Jahren verurteilt, kam aber 1971 bei einem Gefängnisaufstand in der Attica Correctional Facility ums Leben.